# 重庆第二师范学院
29°30′48″N 106°34′35″E / 29.51333°N 106.57639°E
重庆第二师范学院是一所由重庆市人民政府举办，重庆市教委主管市属普通高等院校，学校始建于1954年3月成立的重庆市中学教师业余进修学校，1973年10月更名为重庆市教师进修学院。1984年7月，合并了原重庆第一师范学校高等教育师范专科班、重庆第二师范学校、重庆第三师范学校，组建重庆教育学院。2012年3月，经教育部批准，改建为重庆第二师范学院。该校位于重庆市南岸区，有南山、学府大道两个校区，现有学府大道校区和南山校区2个校区，占地面积621.43亩，建筑面积36.37万平方米（不含在建的综合实验大楼）。

## 教学单位
该校共有12个二级学院，分别是：
1. 马克思主义学院
2. 教师教育学院
3. 学前教育学院
4. 文学与传媒学院
5. 外国语言文学学院
6. 数学与信息工程学院
7. 生物与化学工程学院
8. 经济与工商管理学院
9. 旅游与服务管理学院
10. 美术学院
11. 国际学院
12. 中兴通讯信息学院

## 校区
- 南山校区：重庆市南岸区南山街道崇教路1号
- 学府大道校区：重庆市南岸区四公里学府大道9号

## 教育情况
- 图书馆：图书馆现有纸质藏书105万余册，电子图书230万余册，期刊1100多种，报纸100余种，电子文献数据库60多个。[2]
- 师资队伍：现有专任教师488人。其中，高级专业技术职称272人（其中正高53人，副高219人），具有研究生学历284人（其中博士研究生40人）。
- 学生总数：有全日制在校生11428人。

## 学校文化
- 校训：锲而不舍 止于至善[3]
- 校风：负重自强  创新求真